# Koivusaari (ö i Finland, Södra Savolax, Nyslott, lat 62,00, long 28,50)
Koivusaari är en ö i Finland. Den ligger i sjön Haukivesi och i kommunen Rantasalmi i den ekonomiska regionen  Nyslotts ekonomiska region  och landskapet Södra Savolax, i den sydöstra delen av landet, 280 km nordost om huvudstaden Helsingfors. Öns area är 2,6 hektar och dess största längd är 290 meter i öst-västlig riktning.